# Мигранян, Андраник Мовсесович
Андрани́к Мовсе́сович Миграня́н (арм. Անդրանիկ Միհրանյան; род. 10 февраля 1949, Ереван, Армянская ССР, СССР) — российский политолог, историк и пропагандист. Профессор МГИМО, кандидат исторических наук. Председатель Научного совета Института стран СНГ. Член первого и второго состава Общественной палаты Российской Федерации (2006—2010). Глава нью-йоркского представительства Института демократии и сотрудничества (2008—2015).

## Биография
Окончил МГИМО по специальности «референт-международник» (1972). Сокурсник министра иностранных дел России С. В. Лаврова, дипломата Г. М. Гатилова, ректора МГИМО А. В. Торкунова, академика Ю. С. Пивоварова.
В 1975 году окончил аспирантуру Института международного рабочего движения АН СССР. Кандидат исторических наук (тема диссертации «Социалистическая партия США после Второй Мировой войны: идеология и практика»).
В 1976—1985 годах — преподаватель, доцент Московского автомобильно-дорожного института.
В 1985—1988 годах — старший научный сотрудник Института мировой экономики и международных отношений АН СССР, с 1988 — ведущий научный сотрудник Института экономики мировой социалистической системы Академии наук СССР.
В 1990—1991 годах читал лекции по экономике и политологии в Университете Сан-Диего США.
С 1992 года — главный советник Комитета по международным отношениям Верховного совета РФ.
Руководитель Центра по изучению социально-политических проблем и межгосударственных отношений СНГ Института международных экономических и политических исследований РАН (1992—1993).
С 1993 года — член Президентского совета, с 1994 — главный эксперт Комитета по делам СНГ и связям с соотечественниками Госдумы РФ.
В 1995 году баллотировался в Государственную думу по списку блока «Моё отечество», первую тройку которого возглавили Б. В. Громов, С. С. Шаталин и И. Д. Кобзон. Программа объединения была разработана фондом «Реформа», где Мигранян был первым вице-президентом. В предвыборной платформе защищались позиции социально-ориентированной рыночной экономики и политики протекционизма. «Моё отечество» выступало в роли оппозиции по отношению к Б. Н. Ельцину.
С 1995 — главный редактор еженедельника «Моя газета», учреждённого издательским домом Евгения Додолева «Новый взгляд».
С сентября 1995 года по 2007 год и с 2015 года — профессор кафедры сравнительной политологии МГИМО.
В 1996 году в президентские выборы работал на кампанию Б. Н. Ельцина в избирательном штабе «группы силовиков» во главе с А. В. Коржаковым против альтернативного штаба «группы либералов» во главе с А. Б. Чубайсом.
С момента прихода к власти В. В. Путина поддерживает его курс на авторитаризм, на который надеялся ещё в 1990-е годы. Мигранян — сторонник «просвещённого авторитаризма» и поддерживает все нарративы путинизма.
В 2003 году участвовал в агитации за действующего президента Р. С. Кочаряна на президентских выборах в Армении.
С 2006 года по 2010 год — глава Комиссии Общественной палаты по глобализму и национальной стратегии развития.
В 2006 году перед парламентскими выборами проводил лекционные занятия членам «Единой России» в рамках их партучёбы.
С января 2008 года по 2015 год — глава нью-йоркского представительства Института демократии и сотрудничества. Это, по утверждению В. В. Путина, одна из двух существующих российских неправительственных организаций за рубежом, получающих финансирование из России.
Член правления Союза армян России.
С 15 по 18 августа 2022 года был ведущим программы «Большая игра» на «Первом».

## Личная жизнь
Супруга — Каринэ Врамовна Вартанова (род. 1948), дочь — Заруи Мигранян (род. 1976) — кандидат исторических наук.
Андраник Мигранян любит слушать музыку, посещает театры и концерты, читает книги современных российских и зарубежных авторов. Владеет английским языком.

## Статьи и книги

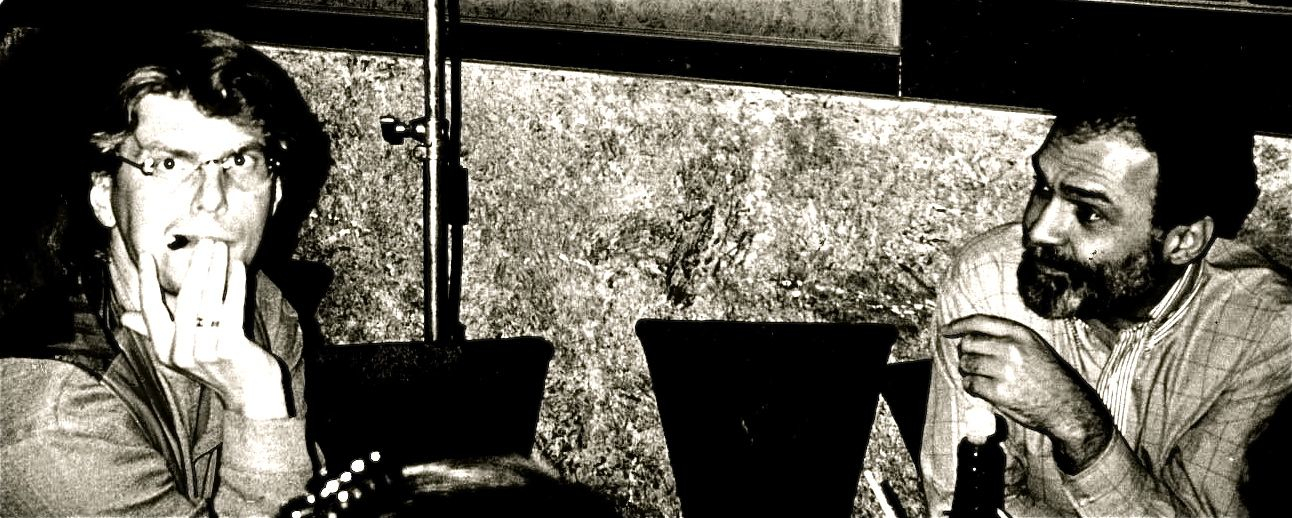
Евгений Додолев и Андраник Мигранян.
1995 год

Мигранян — автор нескольких сотен статей по проблемам истории, политологии и госстроительства, на протяжении более 20 лет — эксперт, аналитик и комментатор политических телепрограмм. Публиковался в научных академических журналах, коллективных монографиях, посвящённых политическим и идеологическим проблемам Запада. С 1986 года в ряде статей анализировал природу советского строя, перестройку Михаила Горбачёва и трансформацию советского режима, развитие демократии в России. 
В 1989 году опубликована книга «Демократия и нравственность» с подзаголовком «Индивид — общество — государство», где анализировались проблемы взаимоотношений государства и гражданского общества и развития гражданского общества в рамках социализма. Как отмечал В. Гельман, "в историю перестройки Мигранян вошел, скорее, как апологет авторитарной модели трансформации советской системы". 
В 1997 году вышла в свет книга «Россия в поисках идентичности», в июне 2001 года опубликована книга «Россия — от хаоса к порядку?». Обе монографии посвящены анализу советской и российской истории 1980-х, 1990-х годов, предлагают авторские версии причин распада Советского Союза и закономерностей развития политических процессов самой России в эпоху Бориса Ельцина.
- Демократия и нравственность. — М.: Знание, 1989. — 62 с.
- Нищета лидерства // Рецензия книги: К. Н. Брутенц. Несбывшееся. Неравнодушные заметки о перестройке. — М. : Междунар. отношения, 2005. — 652 с.

3 апреля 2014 года в газете «Известия» была опубликована статья Миграняна «Наши Передоновы», посвящённая присоединению Крыма к России, где автор полемизирует с профессором МГИМО А. Б. Зубовым и, в частности, пишет:
Нужно отличать Гитлера до 1939 года и Гитлера после 1939 года и отделять мух от котлет. Дело в том, что пока Гитлер занимался собиранием земель, и если бы он, как признается сам Зубов, был бы славен только тем, что без единой капли крови объединил Германию с Австрией, Судеты с Германией, Мемель с Германией, фактически завершив то, что не удалось Бисмарку, и если Гитлер бы остановился на этом, то остался бы в истории своей страны политиком высочайшего класса.
Публикация вызвала ряд возражений со стороны общественности, некоторые из оппонентов автора нашли в тексте признаки оправдания нацизма, по поводу чего депутаты законодательного собрания Санкт-Петербурга Борис Вишневский и Александр Кобринский даже обратились в Следственный комитет Российской Федерации.

## Награды
- Орден Почёта (4 июня 2009 года) — за достигнутые трудовые успехи и многолетнюю плодотворную работу[23][24].
- Орден Почёта (18 апреля 2009 года, Армения) — за деятельность, способствующую укреплению и развитию армяно-российских дружественных отношений[25].
- Почётная грамота Президента Российской Федерации (12 декабря 2008 года) — за активное участие в подготовке проекта Конституции Российской Федерации и большой вклад в развитие демократических основ Российской Федерации[26].
- «Золотой крест» Союза армян России — за активную общественную деятельность по сплочению армянской Диаспоры России и всего мира, защите прав и интересов российских армян, сохранению национальной самобытности, активный вклад в рост авторитета «Союза армян России», а также в развитие и укрепление связей между общественностью России и Армении[27].